# Monumento nacional Navajo
El monumento nacional Navajo (en inglés: Navajo National Monument) es un monumento nacional estadounidense situado en la parte noroeste del territorio de la Nación Navajo en el norte de Arizona, que se estableció para preservar tres «viviendas en acantilados» bien conservadas del pueblo anasazi: Keet Seel ('Cerámica rota'), Betatakin ('Casa de la cornisa') y casa de las inscripciones. El monumento se encuentra en lo alto de la meseta de Shonto, con vistas al sistema del cañón Tsegi, al oeste de la ciudad de Kayenta, Arizona. Cuenta con un centro de visitantes con un museo, tres senderos cortos autoguiados, dos pequeños campamentos y un área de pícnic. 
El sendero de la Arena es un sendero autoguiado accesible 2,1 km de ida y vuelta que termina en un mirador de las ruinas de Betatakin a través del cañón de Betatakin, de 170 m de profundidad. El mirador es el único punto del monumento desde el que los visitantes pueden ver las viviendas del acantilado, aparte de las visitas guiadas.  Los guardas guían a los visitantes en visitas gratuitas (de 3 a 5 horas de duración) a las viviendas del acantilado Betatakin y en 17 millas (27,4 km) excursiones de ida y vuelta al Keet Seel. El sitio de la casa de las inscripciones, más al oeste, ha estado cerrado al acceso público durante muchos años.  
El monumento nacional fue incluido en el Registro Nacional de Lugares Históricos el 15 de octubre de 1966.

## Keet Seel

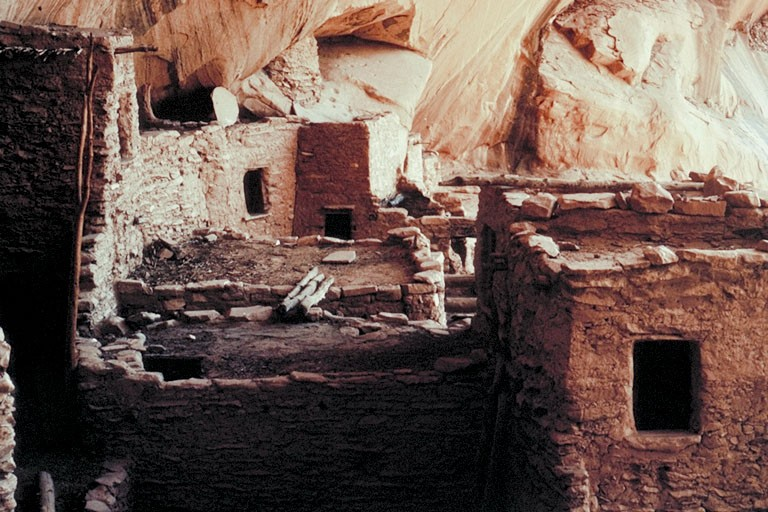
Viviendas en el acantilado de Keet Seel

Keet Seel o Kiet Siel, que significa «cerámica rota dispersa» en navajo, es una vivienda en el acantilado bien conservada de los antiguos Anasazi (pueblos ancestrales) situada en un ramal del cañón de Tsegi en la región de Kayenta. El asentamiento fue ocupado por primera vez en torno al año 1250, durante una época en la que se cree que un gran número de personas se agrupaban en asentamiento como éste en esta parte del suroeste americano. Hubo un auge de la construcción en Keet Seel entre 1272 y 1275, y luego la construcción disminuyó lentamente y se detuvo por completo en 1286. Una vez que la construcción se detuvo en 1286, no hubo pruebas de que se construyeran estructuras hasta su posterior abandono unos 20 años después. Se cree que, en su punto álgido, llegaron a habitar este lugar hasta 150 personas a la vez. Debido al clima extremadamente seco y al acantilado natural que sobresale, las viviendas y los artefactos del sitio están bien conservados. Muchos expertos arqueológicos consideran que Keet Seel es una de las ruinas de mayor tamaño mejor conservadas del suroeste americano.

## Betatakin

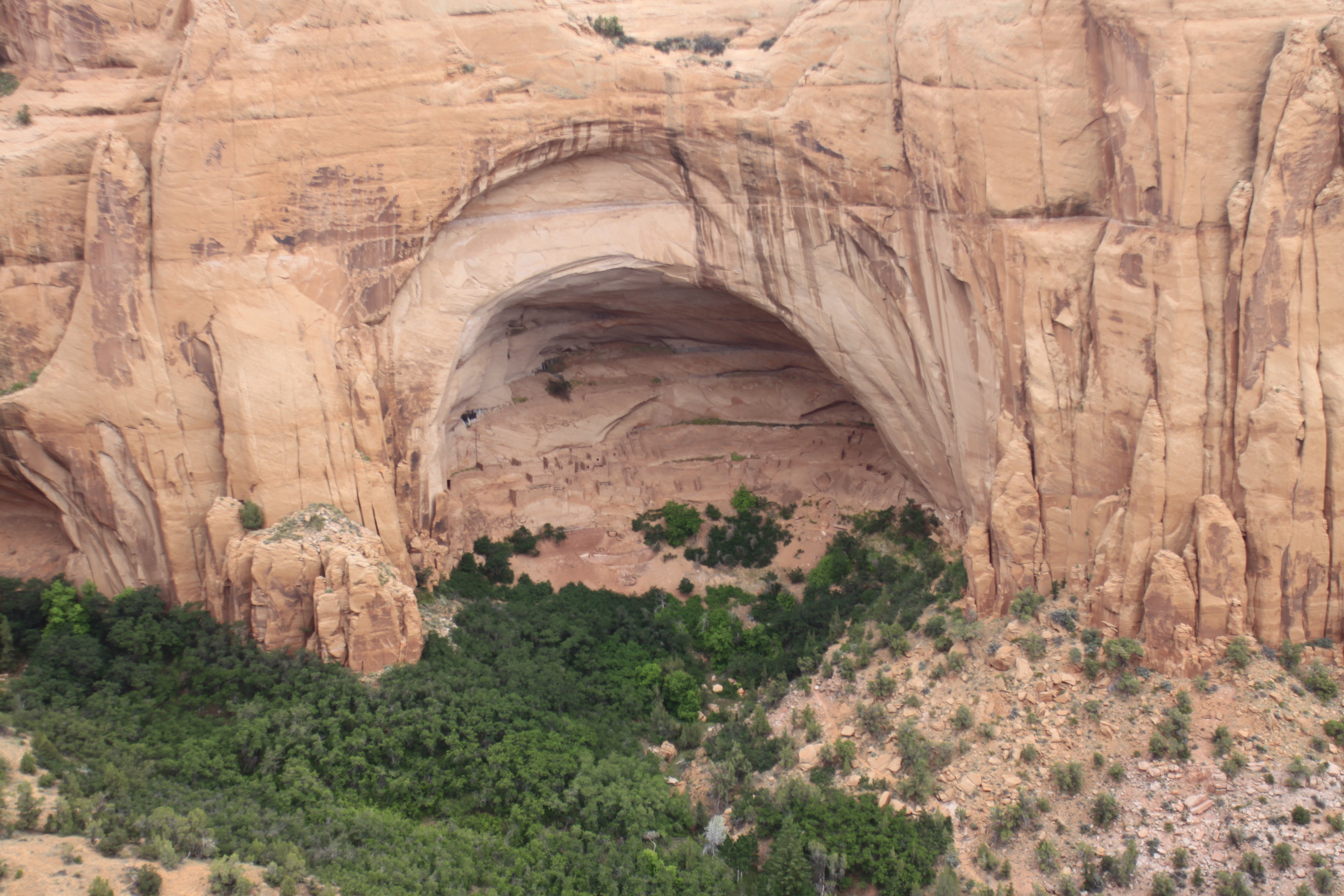
Betatakin en una gran alcoba, desde el mirador

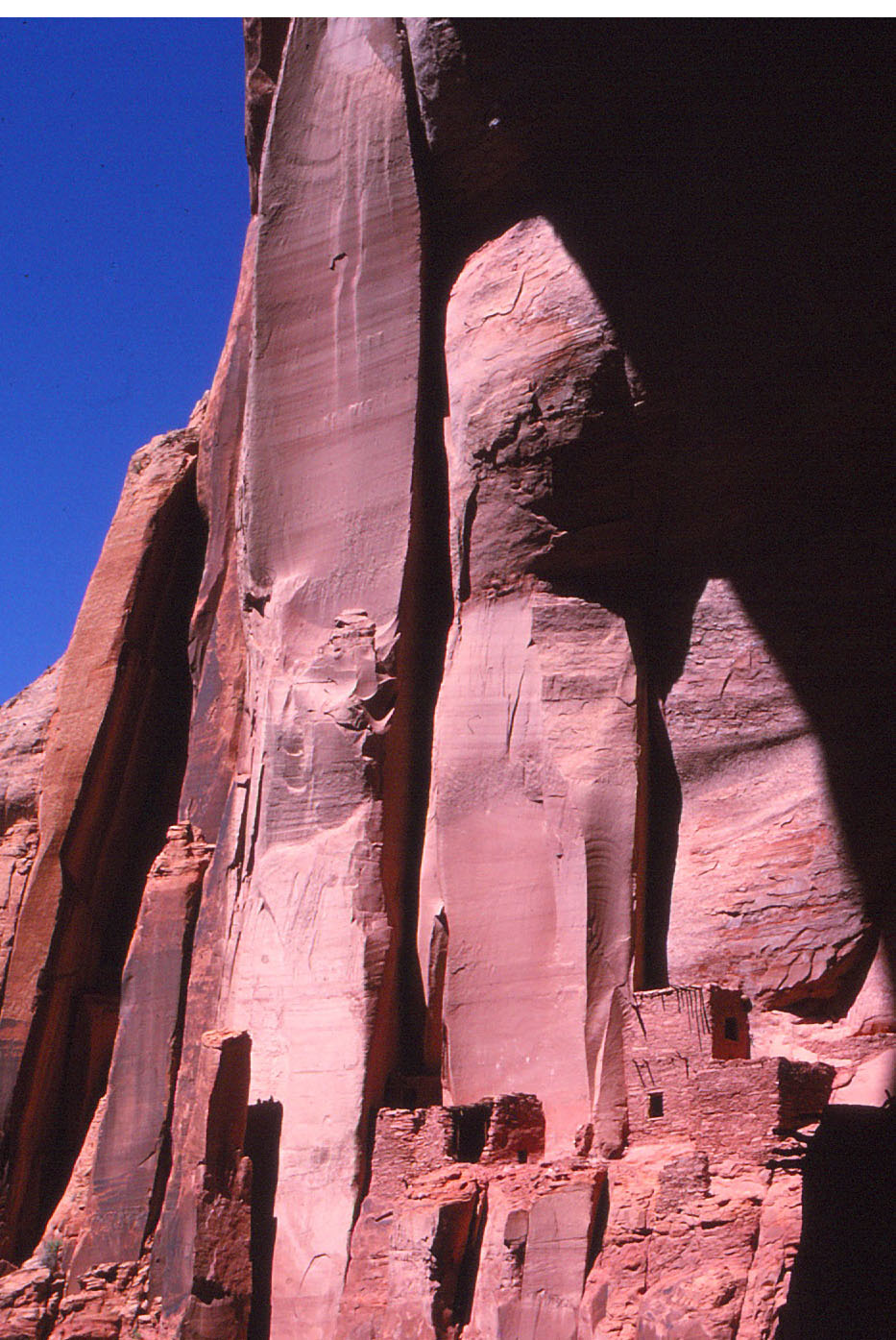
Betatakin: «casa construida sobre una repisa»

Betatakin significa en navajo «casa construida sobre una cornisa». En hopi, el nombre del lugar es Talastima, o «ugar de la borla de maíz». Betatakin es más pequeño que el cercano Keet Seel, con unas 120 habitaciones en el momento de su abandono. Sin embargo, al igual que Keet Seel, Betatakin se construyó con piedra arenisca, mortero de barro y madera. Hoy en día sólo quedan unas 80 habitaciones, debido a los desprendimientos de rocas en el interior de la alcoba. Betatakin sólo tiene una kiva, mientras que Kiet Siel tiene varias. Betatakin se construyó en una enorme alcoba, que mide 452 pies de alto y 370 pies de ancho, entre 1267 y 1286.
Las primeras excavaciones se produjeron en 1909 bajo la dirección de Byron Cummings, de la Universidad de Utah, y continuaron en las décadas de 1950 y 1960 bajo la dirección de arqueólogos como Jeffery Dean. Durante su apogeo de dos décadas, Dean estimó una población máxima de unas 125 personas.

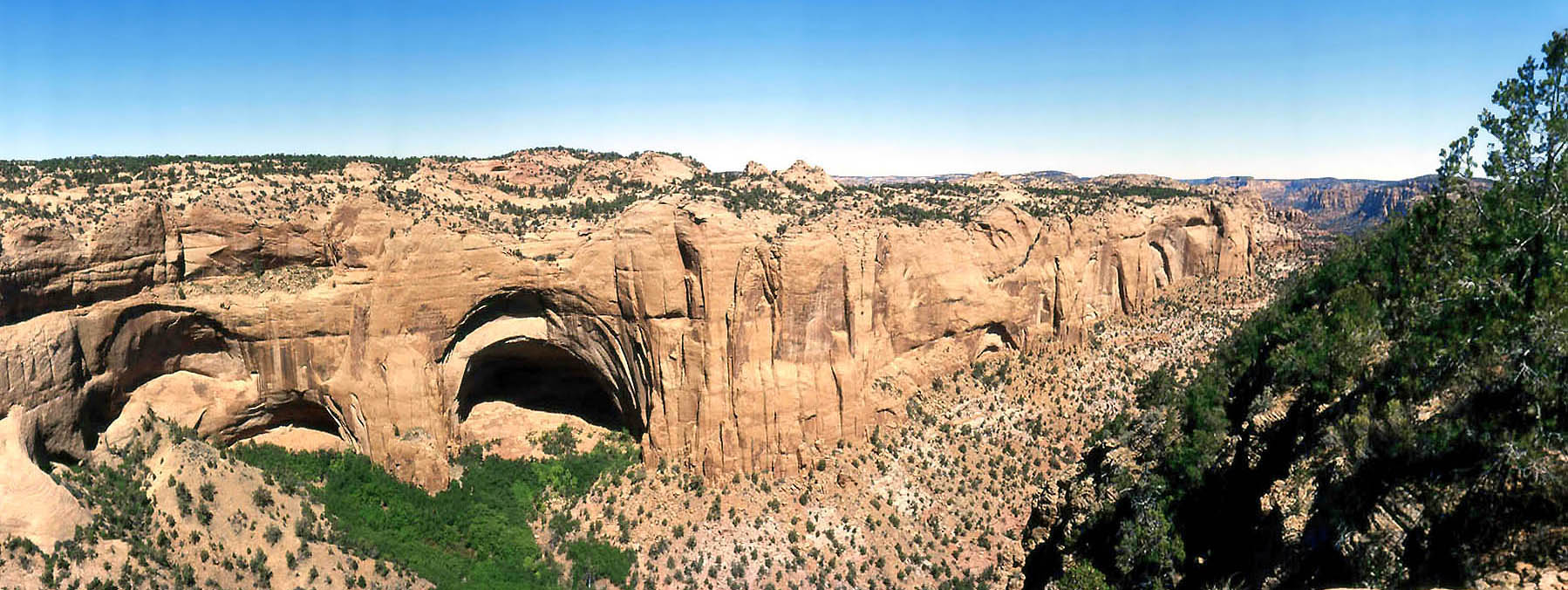
Vista de las viviendas de los acantilados desde el mirador en el monumento nacional Navajo

## Descubrimiento

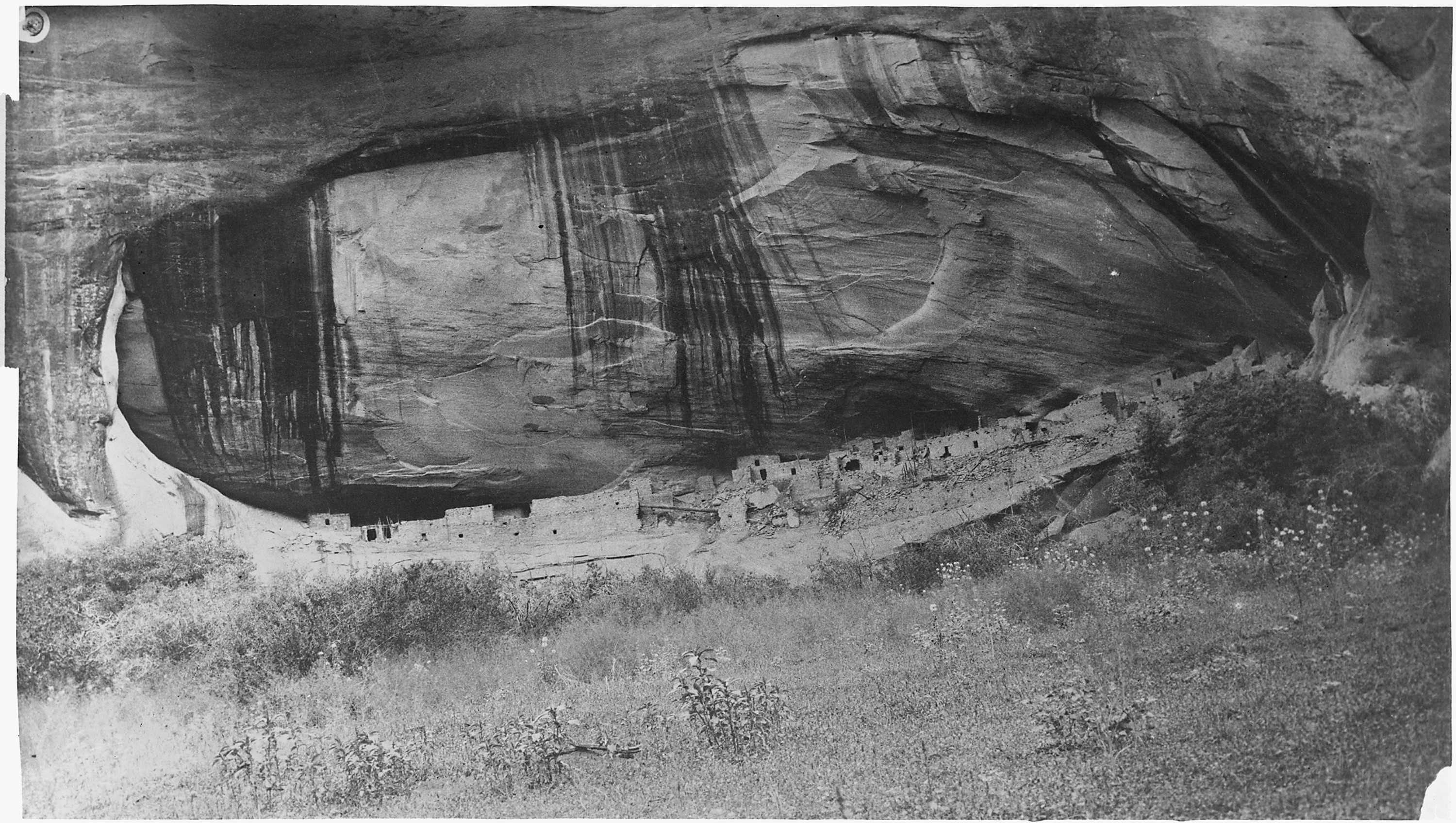
Ruinas de Kit-Siel - NARA - (circa 1871 a circa 1907)

El yacimiento de Keet Seel era conocido por los navajos residentes en la zona desde hacía décadas o más antes de que llegaran los primeros anglosajones en 1895 (los hermanos Wetherill). Los Wetherill, que originalmente formaban parte de una familia de ganaderos de Colorado, tenían un gran interés por los antiguos anasazi (pueblos ancestrales), lo que les llevó a realizar numerosas expediciones al corazón de la región de Kayenta, descubriendo en gran medida una serie de yacimientos que hasta entonces no habían sido descubiertos por los anglos. Los Wetherill se llevaron muchos artefactos de las ruinas que los navajos habían dejado intactas durante siglos. A Richard Wetherill se le atribuye la selección del término anasazi, que se refiere a los antiguos pueblos (ancestrales) que habitaban esta región y que significa "Antiguos Ancestros Enemigos" en navajo. No fue hasta 1909, tras la creación del monumento nacional Navajo, cuando John Wetherill, Byron Cummings y el guía navajo Clatsozen Benully registraron por primera vez Betatakin.
Los hermanos Wetherill se ganaban la vida haciendo visitas guiadas a los yacimientos del cañón de Tsegi y sus alrededores y de Utah. Más adelante en sus carreras, los hermanos Wetherill participaron en gran medida en los esfuerzos para la preservación y protección de los sitios que conformaban el Monumento Nacional Navajo. Los artefactos que los Wetherill sacaron de los yacimientos anasazi se vendieron o enviaron a lugares lejanos, por lo que hoy se sabe poco del paradero de los artefactos.

## Subsistencia

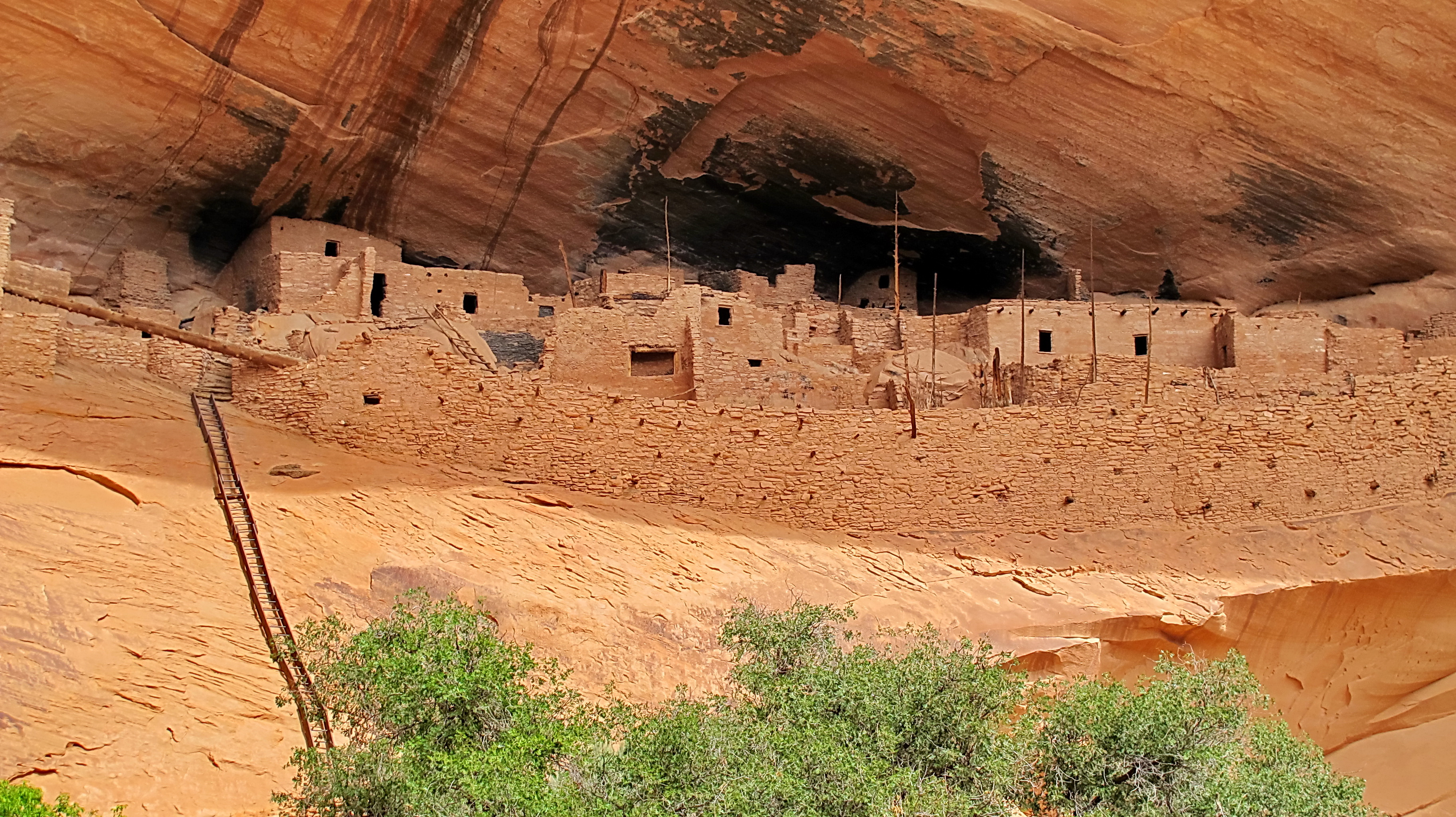
Aproximación final,Keet Seel

Los anasazi (pueblos ancestrales) de esta zona eran un grupo sedentario que basaba en gran medida su subsistencia en la agricultura. Su cultivo principal en los sitios dentro del monumento nacional Navajo era el maíz, con frijoles y cucurbitáceas también incorporados a su dieta. Aunque los habitantes del sistema del cañón Tsegi dependían en gran medida de la agricultura para su alimentación, también cazaban animales silvestres autóctonos de la zona.
Se cree que estos pueblos anasazi vivían en estas cuevas para optimizar la cantidad de tierra sostenible para producir cultivos. Al vivir en estas cuevas, y no en las mesetas o en el suelo de los cañones, pudieron destinar esta tierra a la producción agrícola para asegurar su éxito en este entorno desértico de gran altitud. En las ruinas que conforman el monumento nacional Navajo había un gran número de habitaciones utilizadas para el almacenamiento, lo que sugiere que en algún momento su producción de cultivos fue lo suficientemente exitosa como para dedicar una cantidad significativa de su área de vivienda a fines de almacenamiento.

## Viviendas/Arquitectura

Vivienda en el acantilado de Keet Seel, Reserva Navajo, Kayenta, condado de Navajo, AZ (1933)

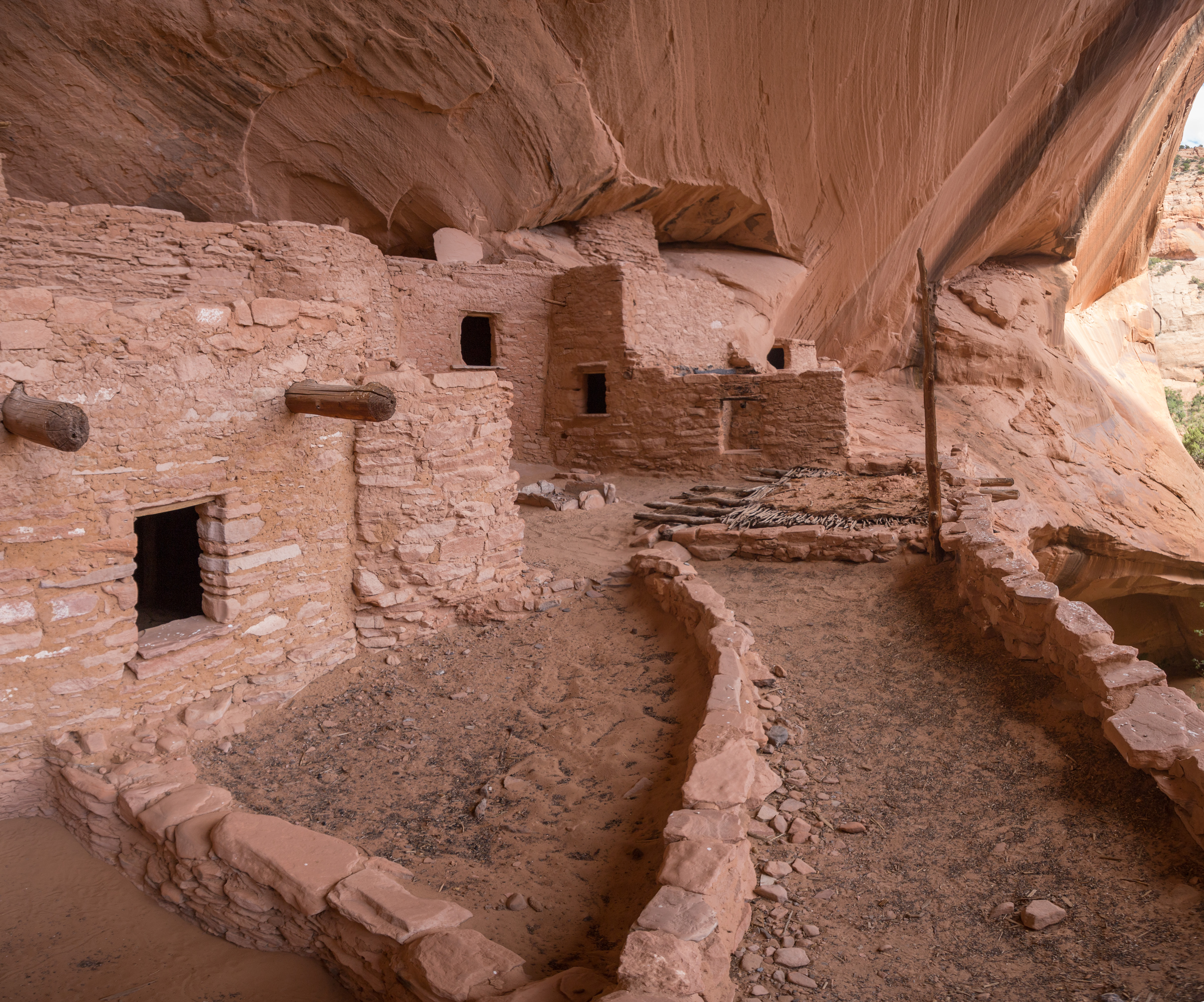
Extremo norte del interior de la ruina de Keet Seel

Las edificaciones contenidas en esta cueva estaban construidas principalmente con bloques de arenisca enlucidos con barro y mortero. En marcado contraste con las construcciones y aldeas anteriores en la cima de las mesetas, la vivienda en el acantilado del monumento nacional Navajo reflejó una tendencia en toda la región hacia la agregación de las crecientes poblaciones regionales en cuarteles cercanos y altamente defendibles durante mediados y finales del siglo XIII.
Aunque gran parte de la construcción en este sitio sigue siendo similar a las formas arquitectónicas ancestrales del Pueblo, incluyendo elementos como Kivas, una torre circular (en Keet Seel) y casas de pozo, el espacio limitado que presentaba este sitio creó un área de vivienda mucho más densamente poblada. En su apogeo, Keet Seel contaba con más de 150 habitaciones y 6 kivas, mientras que Betatakin tenía unas 120 habitaciones y una sola kiva.
También se encontró que en este sitio se utilizaban paredes de jacal. Las paredes de jacal se hacían con una pantalla de postes de madera verticales enlucidos con barro. Las condiciones de sequedad y la protección de los elementos en Keet Seel permitieron la conservación de estas características arquitectónicas.
También se cree que se construyeron varias edificacioneFs en la base del acantilado. Pero como esta zona no estaba protegida por la pared del acantilado, su exposición a los elementos provocó su destrucción por la erosión. En Keet Seel, las excavaciones arqueológicas han revelado que había 25 grupos de habitaciones bajo el muro saliente, cada uno de los cuales incluía una sala de estar común, con entre uno y cuatro almacenes que rodeaban un pequeño patio. La disposición de estas viviendas reflejaba en gran medida la de las estructuras de la Pueblo III en Mesa Verde, mientras que Betatakin tenía unos 20 grupos de habitaciones.

## Abandono

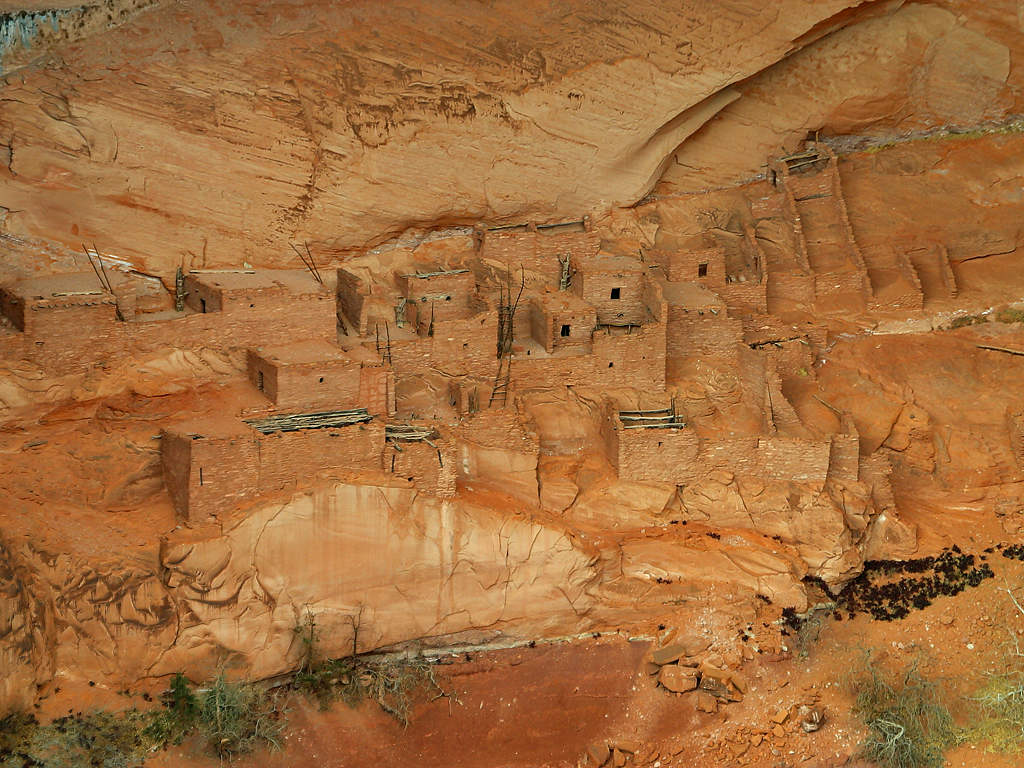
Ruinas de Betatakin en el Cañón Betatakin

Aunque muchos arqueólogos están de acuerdo en la existencia de un éxodo definitivo y pronunciado de esta región del suroeste, se ha debatido mucho sobre los factores determinantes que obligaron a la gente a emigrar de esta zona. Los arqueólogos han determinado que hubo una clara disminución de la cantidad de precipitaciones anuales entre 1276 y 1299, un periodo de tiempo que ahora se conoce como la "Gran Sequía". Con una cantidad limitada de precipitaciones en un entorno ya árido, no cabe duda de que se produjo un aumento considerable de la tensión en los sistemas agrícolas de los que dependían estas personas.
Hay pruebas posteriores en el registro que sugieren el comienzo de un episodio de corte de arroyos profundos, que habría dañado lo que quedaba de la tierra agrícola utilizable. El aumento de la deposición de sedimentos en las tierras agrícolas provocó el descenso de la capa freática, lo que hizo que las tierras fueran inadecuadas para la agricultura. Independientemente de su razonamiento, hacia finales del siglo XIII es evidente que los anasazi (pueblos ancestrales) emigraron hacia lugares con fuentes de agua más estables y abundantes, lo que sugiere que la tierra agrícola de esta zona se había vuelto inadecuada para mantener los niveles de población que una vez habitaron este espectacular sitio de cuevas.
Las leyendas hopi cuentan una historia diferente. Según la tradición oral, la zona conocida como Wunuqa (actual Cañón de Tsegi) fue abandonada como parte de una búsqueda espiritual. En particular, el clan de la Serpiente habitó las ruinas del monumento nacional Navajo, junto con el clan del Cuerno. El clan del Cuerno obligó al clan de la Serpiente a marcharse, debido a que los niños del clan de la Serpiente mordían a otros niños y les causaban la muerte. Esto puede ser una alegoría de algún suceso histórico, en el que un grupo obligó a otro a marcharse por una falta o desaire percibido.